# Daniel Straus
Daniel Straus (Cincinnati, 27 de julho de 1984) é um lutador americano de artes marciais mistas, atualmente compete no Peso Pena do Bellator Fighting Championships, do qual foi Campeão Peso Pena, e também foi campeão do Torneio de Penas da Sexta Temporada e finalista do Torneio de Penas da Quarta Temporada.

## Carreira no Wrestling
Daniel foi um grande sucesso (e controverso) do wrestling no colegial. Como junior na Sycamore High School de Cincinnati, Daniel finalizou em 3° no estado na Division I (135 lbs.) Seu último ano, ele foi academicamente inelegível e perdeu a segunda metade da temporada (incluindo o torneio estadual). Porém, ele conseguiu uma vaga no NHSCA Senior Nationals (campeonato nacional de colegial da categoria senior) e venceu o torneio. Ele é considerado pela mídia de wrestling de Ohio como um dos melhores wrestlers de Ohio da década (2001–2010) e um dos melhores wrestlers de colegiar de Ohio a nunca ganhar um título estadual.

## Carreira no MMA
Straus fez sua estréia profissional no MMA em Fevereiro de 2009.

### Shark Fights
Straus fez uma substituição tardia de Marcus Hicks no Shark Fights 13: Jardine vs. Prangley enfrentando o veterano do WEC Karen Darabedyan e venceu por decisão unânime.

### Bellator MMA
Straus fez sua estréia no Bellator em 24 de Junho de 2010 no Bellator 23 onde ele derrotou Chad Hinton por decisão unânime.
Em Janeiro de 2011, Bellator anunciou que Straus faria parte do Torneio de Penas da Quarta Temporada. Nas quartas de final, Straus enfrentou o lutador com o melhor recorde até então no MMA de 19-0, Nazareno Malegarie. Straus derrotou Malegarie por decisão unânime para ir às semifinais e deu à Malegarie sua primeira derrota da carreira. A luta ganhou o prêmio de Luta da Noite.
No Bellator 41, Straus nas semifinais do torneio contra Kenny Foster. Straus controlou a luta pelos primeiros dois rounds antes de finalizar Foster com uma guilhotina e garantir sua vaga na final do torneio. Straus enfrentou Patrício Freire na final do torneio no Bellator 45. Ele perdeu a luta por decisão unânime.
Straus retornou ao Bellator para o Torneio de Penas do Bellator começado em 9 de Março de 2012. Ele derrotou Jeremy Spoon por decisão unânime nas quartas de final no Bellator 60. Nas semifinais, Straus enfrentou Mike Corey no Bellator 65 e novamente venceu por decisão unânime. Nas finais, Straus enfrentou Marlon Sandro no Bellator 68 e venceu por decisão unânime. Essa vitória deu-lhe uma chance pelo Cinturão Peso Pena do Bellator em uma revanche contra o campeão Pat Curran, que derrotou Straus em 2009.
No Bellator 78, Straus enfrentou o faixa preta de Royce Gracie Alvin Robinson aguardando sua chance pelo título, derrotando-o por finalização no segundo round.
Straus era esperado para enfrentar Pat Curran em 4 de Abril de 2013 pelo Cinturão Peso Pena do Bellator no Bellator 95. Porém, em 26 de Fevereiro foi anunciado que Straus havia quebrado sua mão se se retiraria da luta.
Straus enfim lutou contra o campeão Pat Curran, em 2 de Novembro de 2013 no Bellator 106. Ele ganhou a luta por decisão unânime e se tornou o Campeão Peso Pena do Bellator.
Straus fez sua terceira luta contra Pat Curran em 14 de Março de 2014 no Bellator 112. Quando anunciada a luta, gerou muita polêmica, pois Curran não havia ganhado nenhum torneio e portanto não merecia uma chance pelo título. Curran venceu a luta por finalização nos segundos finais da luta, Straus então perdeu o Cinturão Peso Pena do Bellator.
Sua primeira luta após a perda do cinturão foi contra Justin Wilcox em 3 de Outubro de 2014 no Bellator 127. Ele venceu por nocaute em apenas 50 segundos de luta.
Straus disputou o cinturão novamente, dessa vez o campeão era Patrício Freire, a luta aconteceu em 16 de Janeiro de 2015 no Bellator 132. A luta foi uma revanche de sua derrota por decisão unânime no Bellator 45. Straus foi derrotado por finalização com um mata leão no quarto round.
Straus enfrentou Henry Corrales em 19 de Junho de 2015 no Bellator 138 e venceu a luta por finalização com uma guilhotina no segundo round.

## Campeonatos e realizações

### Artes marciais mistas
- Bellator Fighting Championships
  - Título dos Penas
  - Finalista do Torneio de Penas da Quarta Temporada
  - Vencedor do Torneio de Penas da Sexta Temporada

- North American Allied Fight Series
  - Título de Leves do NAAFS (Uma vez; Atual)
  - Título Interino de Leves do NAAFS (Uma vez)

### Wrestling amador
- National High School Coaches Association (NHSCA)
  - Campeonato Colegial de Senior do NHSCA (2003)
  - All-American Senior do NHSCA (2003)
- Ohio High School Athletic Association
  - 3° colocado no Campeonato Estadual Colegial do OHSAA Division I (2002)
  - OHSAA Division I All-State (2002)
  - Recirde de Mais Vitórias em uma Temporada do Sycamore High School (42; 2003)
  - Melhor Recorde de uma Temporada no Sycamore High School (42-1; 2003)

## Cartel no MMA
| Cartel no MMA   |             |            |
| 30 lutas        | 24 vitórias | 6 derrotas |
| Por nocaute     | 4           | 2          |
| Por finalização | 6           | 3          |
| Por decisão     | 14          | 1          |

| Res.    | Cartel | Oponente           | Método                                | Evento                                   | Data       | Round | Tempo | Local                       | Notas                                                 |
| ------- | ------ | ------------------ | ------------------------------------- | ---------------------------------------- | ---------- | ----- | ----- | --------------------------- | ----------------------------------------------------- |
| Derrota | 26–9   | Derek Campos       | Decisão (unânime)                     | Bellator 226                             | 07/07/2019 | 3     | 5:00  | San Jose, California        | Round de abertura do Grand Prix dos Penas.            |
| Vitória | 26–8   | Shane Kruchten     | Submission (rear-naked choke)         | Bellator 219                             | 29/03/2019 | 1     | 3:53  | Temecula, California        | Luta nos Leves.                                       |
| Derrota | 25-8   | Emmanuel Sanchez   | Finalização (triângulo)               | Bellator 184                             | 06/10/2017 | 3     | 1:56  | Oklahoma                    |                                                       |
| Derrota | 25-7   | Patricio Freire    | Finalização (guilhotina)              | Bellator 178                             | 21/04/2017 | 2     | 0:37  | Connecticut                 | Perdeu o Cinturão Peso Pena do Bellator.              |
| Vitória | 25-6   | Patricio Freire    | Decisão (unânime)                     | Bellator 145                             | 06/11/2015 | 5     | 5:00  | St. Louis, Missouri         | Ganhou o Cinturão Peso Pena do Bellator.              |
| Vitória | 24-6   | Henry Corrales     | Finalização (guilhotina)              | Bellator 138                             | 19/06/2015 | 2     | 3:47  | St. Louis, Missouri         |                                                       |
| Derrota | 23-6   | Patricio Freire    | Finalização (mata leão)               | Bellator 132                             | 16/01/2015 | 4     | 4:49  | Temecula, California        | Pelo Cinturão Peso Pena do Bellator.                  |
| Vitória | 23-5   | Justin Wilcox      | Nocaute (socos)                       | Bellator 127                             | 03/10/2014 | 1     | 0:50  | Temecula, California        |                                                       |
| Derrota | 22-5   | Pat Curran         | Finalização (mata-leão)               | Bellator 112                             | 14/03/2014 | 5     | 4:46  | Hammond, Indiana            | Perdeu o Cinturão Peso Pena do Bellator.              |
| Vitória | 22-4   | Pat Curran         | Decisão (unânime)                     | Bellator 106                             | 02/11/2013 | 5     | 5:00  | Long Beach, California      | Ganhou o Cinturão Peso Pena do Bellator.              |
| Vitória | 21-4   | Alvin Robinson     | Finalização (mata-leão)               | Bellator 78                              | 26/10/2012 | 2     | 4:51  | Dayton, Ohio                |                                                       |
| Vitória | 20-4   | Marlon Sandro      | Decisão (unânime)                     | Bellator 68                              | 11/05/2012 | 3     | 5:00  | Atlantic City, New Jersey   | Final do Torneio de Penas da 6ª Temporada.            |
| Vitória | 19-4   | Mike Corey         | Decisão (unânime)                     | Bellator 65                              | 13/04/2012 | 3     | 5:00  | Atlantic City, New Jersey   | Semifinal do Torneio de Penas da 6ª Temporada.        |
| Vitória | 18-4   | Jeremy Spoon       | Decisão (unânime)                     | Bellator 60                              | 09/03/2012 | 3     | 5:00  | Hammond, Indiana            | Quartas de Final do Torneio de Penas da 6ª Temporada. |
| Vitória | 17-4   | Jason Dent         | Decisão (unânime)                     | NAAFS - Caged Fury 15                    | 15/10/2011 | 5     | 5:00  | Cleveland, Ohio             | Ganhou e unificou os títulos dos Leves do NAAFS.      |
| Derrota | 16-4   | Patricio Freire    | Decisão (unânime)                     | Bellator 45                              | 21/05/2011 | 3     | 5:00  | Lake Charles, Louisiana     | Final do Torneio de Penas da 4ª Temporada.            |
| Vitória | 16-3   | Kenny Foster       | Finalização (guilhotina)              | Bellator 41                              | 16/04/2011 | 3     | 3:48  | Yuma, Arizona               | Semifinal do Torneio de Penas da 4ª Temporada.        |
| Vitória | 15-3   | Nazareno Malegarie | Decisão (unânime)                     | Bellator 37                              | 19/03/2011 | 3     | 5:00  | Concho, Oklahoma            | Quartas de Final do Torneio de Penas da 4ª Temporada. |
| Vitória | 14-3   | Karen Darabedyan   | Decisão (unânime)                     | Shark Fights 13: Jardine vs. Prangley    | 11/09/2010 | 3     | 5:00  | Amarillo, Texas             |                                                       |
| Vitória | 13-3   | Joe Pearson        | Finalização (socos)                   | XFO 36 - Outdoor War 6                   | 14/08/2010 | 2     | 4:04  | Island Lake, Illinois       |                                                       |
| Vitória | 12-3   | Chad Hinton        | Decisão (unânime)                     | Bellator 23                              | 24/06/2010 | 3     | 5:00  | Louisville, Kentucky        |                                                       |
| Vitória | 11-3   | Travis Perzynski   | Decisão (unânime)                     | ICE - International Combat Events 45     | 13/03/2010 | 3     | 5:00  | Forest Park, Ohio           |                                                       |
| Vitória | 10-3   | Frank Caraballo    | Finalização (socos)                   | NAAFS - Caged Fury 9                     | 20/02/2010 | 5     | 3:57  | Cleveland, Ohio             | Ganhou o Título Interino dos Leves do NAAFS.          |
| Vitória | 9-3    | Gideon Ray         | Decisão (unânime)                     | XFO 33                                   | 23/01/2010 | 3     | 5:00  | Chicago, Illinois           |                                                       |
| Vitória | 8-3    | Joe Heiland        | Decisão (unânime)                     | NAAFS - Night of Champions 2009          | 05/12/2009 | 3     | 5:00  | Akron, Ohio                 |                                                       |
| Vitória | 7-3    | Patrick Ferm       | Finalização (socos)                   | XFO 32                                   | 10/10/2009 | 1     | 1:50  | New Munster, Wisconsin      |                                                       |
| Vitória | 6-3    | Tim Troxell        | Nocaute Técnico (cotoveladas e socos) | Xtreme Caged Combat - Cops vs. Cons      | 03/10/2009 | 1     | 3:51  | Reading, Pennsylvania       |                                                       |
| Vitória | 5-3    | Mitch Lyons        | Nocaute Técnico (socos)               | Indiana Xtreme Fighting 1 - Wildcard     | 26/06/2009 | 3     | 2:13  | Rising Sun, Indiana         |                                                       |
| Derrota | 4-3    | Pat Curran         | Nocaute (socos)                       | XFO 29                                   | 17/04/2009 | 2     | 1:31  | Lakemoor, Illinois          |                                                       |
| Vitória | 4-2    | Mike Baskis        | Decisão (unânime)                     | ICF - Breakout                           | 11/04/2009 | 3     | 5:00  | Cincinnati, Ohio            |                                                       |
| Vitória | 3-2    | Lester Caslow      | Decisão (dividida)                    | Extreme Challenge - Mayhem at the Marina | 28/03/2009 | 3     | 5:00  | Atlantic City, New Jersey   |                                                       |
| Vitória | 2-2    | Tim Cook           | Nocaute Técnico (socos)               | ICF - Turfwar                            | 14/03/2009 | 2     | 0:11  | Florence, Kentucky          |                                                       |
| Derrota | 1-2    | Scott Bickerstaff  | Nocaute Técnico (socos)               | MMA Big Show - Retribution               | 07/03/2009 | 1     | N/A   | Switzerland County, Indiana |                                                       |
| Vitória | 1-1    | David Silva        | Decisão (unânime)                     | XFO 28                                   | 27/02/2009 | 3     | 5:00  | Lakemoor, Illinois          |                                                       |
| Derrota | 0-1    | Jay Ellis          | Finalização (mata-leão)               | XFO - New Blood                          | 07/02/2009 | 2     | 2:46  | New Munster, Wisconsin      |                                                       |